# لوئیجی گریفانتی
لوئیجی جریفانتی (به ایتالیایی: Luigi Griffanti) بازیکن فوتبال و اهل ایتالیا است که از سال ۱۹۴۲ میلادی عضو تیم ملی فوتبال ایتالیا بوده و در ۲ بازی ملی حضور داشته‌است. او در بازی‌های ملی‌اش گلی به ثمر نرساند.
لویجی جریفانتی آخرین بازی ملی خود را در سال ۱۹۴۲ میلادی انجام داد.